# La Grande Vie (film, 1951)
Pour les articles homonymes, voir La Grande Vie.
Pour plus de détails, voir Fiche technique et Distribution.
La Grande Vie est un film français réalisé par Henri Schneider, sorti en 1951. Le film obtint le Prix Jean-Vigo.

## Synopsis
Jojo, 17 ans, n'est pas satisfait de son travail en usine. Il rêve d'une vie facile alors qu'il partage un taudis avec sa grand-mère en banlieue parisienne. Il fantasme sur le passé de Monsieur Charles, avec lequel il s'est lié et dont on dit qu'il a été un gangster. Il prend un jour la décision de s'attaquer à un commerçant qui rentre chez lui chaque soir, ivre et porteur de sa recette quotidienne...

## Fiche technique
- Titre : La Grande Vie
- Réalisation : Henri Schneider
- Scénario : Henri Schneider et Albert Riéra
- Décor : Alexandre Hinkis
- Photographie : Jean Lehérissey
- Son : Louis Hochet
- Montage : Denise Charvein
- Musique : Henriette Roget
  - Interprète des chansons originales : Francis Lemarque
- Société de production : Eclair Journal, Paris Sélection Films
- Pays de production : France
- Format : Noir et blanc - 1,37:1 - 35 mm - Mono
- Durée : 100 minutes
- Date de sortie : 
  - France : 26 octobre 1951

## Distribution
- Henri Nassiet : M. Charles
- Roger Saget : Michot
- Serge Bento : Jojo
- Claire Guibert : Fernande
- Jane Morlet : La grand-mère
- Luc Andrieux : Le voleur
- José Casa : L'entraîneur
- Émile Genevois : Un ouvrier
- Paul Bisciglia
- Jacques Denoël
- Catherine Erard
- Jean Violette